# Big Grizzly Mountain Runaway Mine Cars
Big Grizzly Mountain Runaway Mine Cars est un parcours de montagnes russes situé au parc Hong Kong Disneyland, en Chine.
Big Grizzly Mountain Runaway Mine Cars est l'attraction principale de la section Grizzly Gulch, qui est inaugurée en même temps que le circuit de montagnes russes le 14 juillet 2012. Cette nouvelle zone, imaginée pour augmenter l'offre de Hong Kong Disneyland, représente une ancienne ville minière. Abandonnée par les colons, les ours se réapproprient la cité. Ce nouveau land comprend aussi Geyser Gulch, une aire de jeux aquatique pour enfants avec des geysers et Grizzly Gulch Nature Trail. Le tout fait partie de la seconde phase de développement du parc de près de 500 millions de dollars qui correspond à l'ajout de trois lands à thèmes avec Toy Story Land, Grizzly Gulch et Mystic Point.
Ces montagnes russes sont une variante de Big Thunder Mountain,. L'attraction partage également quelques similitudes avec Expedition Everest, dont un catapultage, une voie sans issue et un passage en arrière. Big Grizzly Mountain Runaway Mine Cars propose également des audio-animatronics d'ours. L'attraction est la deuxième montagne (avec Space Mountain) et le troisième parcours de montagnes russes de Hong Kong Disneyland.

## Histoire fictive
Le 8 août 1888, à la suite de la ruée vers l'or, des mineurs découvrent leur nouveau lieu de résidence dans ce ravin montagneux de l'ouest américain. Le site ne contient pas d'or et la ville est ensuite désertée. Les ours se réapproprient la mine et des geysers transfigurent la ville. 
Le voyage commence à la Big Grizzly Mountain Mining Company. Le passager prend place dans les wagons et retourne à l'âge d'or. Le train se dirige vers le tunnel no 8, mais un ours change accidentellement l'aiguillage en se grattant sur un levier directionnel, et les passagers empruntent alors le tunnel no 4, un tunnel avec des avertissements de danger. Dans la tradition chinoise, le chiffre 8 signifie : « Bonne Chance », et le chiffre 4 signifie : « Mort ». Le train se dirige vers le sommet de la montagne entraîné par un câble. Celui-ci se rompt. Le train repart alors en marche arrière. Après avoir dévalé une section du parcours, les passagers s’arrêtent dans la poudrière où ils peuvent voir une ourse et son petit essayant d’attraper des poissons suspendus. C'est alors que l'ourson appuie accidentellement sur un détonateur, ce qui entraîne une explosion qui catapulte les wagons hors de la poudrière.

## Données techniques
- Ouverture : 14 juillet 2012
- Conception : Walt Disney Imagineering
- Constructeur : Vekoma
- Capacité des véhicules : train de 4 wagons de trois rangées de 2 sièges.
- Zone : Grizzly Gulch
- Inversion : aucune
- Type d'attraction : Montagnes russes (train de la mine)
- Situation : 22° 18′ 37″ N, 114° 02′ 33″ E